# 谷俊山
谷俊山（1956年10月—），河南濮阳人，原中国人民解放军中将。
曾任中国人民解放军总后勤部基建营房部办公室主任、营房土地管理局局长，总后勤部基建营房部副部长。2007年6月任总后勤部基建营房部部长，全军绿化委员会办公室主任、全军房改办公室主任等职。2009年12月至2012年任解放军总后勤部副部长。2003年7月晋升为少将军衔，2011年晋升为中将军衔。2012年因涉贪被查。就谷俊山涉嫌贪污、受贿、挪用公款、滥用职权犯罪一案，中国人民解放军军事检察院于2014年3月31日向中国人民解放军军事法院提起公诉。2015年8月10日，中国人民解放军军事法院认定谷俊山犯贪污罪、受贿罪、挪用公款罪、行贿罪、滥用职权罪，数罪并罚，决定执行死刑，缓期二年执行，剥夺政治权利终身，并处没收个人全部财产，赃款赃物予以追缴，剥夺中将军衔。

## 简历

### 早年经历
官方公开资料显示谷俊山是1956年10月出生，但亦有媒体表示其为1954年10月出生。他是河南省濮阳市孟轲乡东白仓村人。谷小时候就读东白仓小学，初中在南里乡中学就读，初中毕业后不久，17岁的谷俊山入伍参军。
他于沈阳军区航空兵16师48团机务大队二中队服役。最初谷俊山是仪表员，1974年前后提升至排长级的特设师，分管飞机仪表、电器。据军中同事称他热衷于与上级打好关系。后来他认识了时任团副政委张龙海的女儿张素燕，展开爱情攻势。二人的关系曾遭到张龙海反对，甚至将谷俊山调往16师位于吉林省海龙县（现梅河口市）山城镇机务教导队当新兵训练教员，但张素燕很快也跟着过去。最终二人的关系得到张龙海肯定而成婚。
1985年6月中央军委实行“百万大裁军”，为避开裁军，张龙海通过其在济南军区的朋友将谷俊山调动到其河南老家濮阳陆军军分区，张素燕进入濮阳市公安局。谷俊山因不懂业务被分区安排搞第三产业。中原油田经营办与濮阳军分区联合兴办了联营厂和橡胶厂，当时是少校军衔的谷俊山担任副主任。1993年3月他被提拔为濮阳军分区后勤部长，副团级职务。1994年济南军区有首长来濮阳军分区检查工作，谷俊山负责后勤接待，首长对他的能力表示认可，1995年他被调到济南军区生产办公室任副主任，正团级职务。后来他升任济南陆军指挥学院副院长，副师级职务，并得到国防大学进修的机会。
2001年7月谷俊山调动到北京，担任解放军总后勤部基建营房部副部长，两年后晋升为少将军衔。2007年6月谷俊山任解放军总后勤部基建营房部部长，全军房改办公室主任。两年后任解放军总后勤部副部长。2011年“八一”建军节前夕，谷俊山晋升中将。在其任职于总后勤部期间，中国军队大幅提高各职级军人住房标准，调整全军住房租金标准，进行大规模军营建设，全面推开土地竞价转让方式改革，转让土地累计获益300多亿元。

### 家族影响
随谷俊山调入濮阳市公安局的谷俊山妻子张素燕，最初负责信访工作，后任高新公安分局局长，市公安局政委。2001年，谷俊山到北京任职后，张素燕在保留濮阳市公安局政委的情况下前往北京，在濮阳驻京办负责信访接待和截访工作。曾拦截到北京信访谷献军的村民。
谷家旗下开办的企业，名称中大多有个“容”字，寓意福禄护佑谷氏家族。谷俊山的弟弟谷献军，从部队复员后在濮阳市检察院当司机开车，后来回东白仓村的副支书，2001年任村支书直至2010年去职。他任职期间，未经村民允许倒卖公共用地三千多亩，把土地卖给开发商盖楼或给村干部盖房子出租或出售。他甚至占用保障房或安置房用地，以及从开发商处获得土地建筑等。2007年，谷献军在濮阳成立房地产公司“容金建设投资有限公司”，大量建设住宅及厂房。它开发的融金国际花园楼盘，占用了胡村乡胡村集的土地。2009年，谷献军以每亩六万多元价格从村民手中买下东白仓村的20亩责任田，建起马颊河别墅区。谷献军将家门前的那条路命名为容府大道。2006年，谷献军占用东白仓村十三四亩集体土地，建起“将军府”。由故宫设计院的工程师亲自设计，仿照故宫建筑建造。主楼三层，配楼两层，2009年动工直至2011年夏天初步竣工。
在濮阳，谷氏家族开发有商贸城，已售和待售的各种楼盘，以及位于城市中心的家具厂及帆布厂生产物品专供军队后勤，这两个厂当地人俗称“兵工厂”。其中帆布厂专门生产绿色军用帆布帐篷，有上千平方米的车间，工人数百人，年产值三四千万。其家族的谷现代办公机具有限公司，其占用土地由濮阳高新开发区领导一次批给谷献军300亩，其中30亩被其倒卖。该厂生产铁皮柜、高架床、办公桌椅等，供军队使用。谷俊山受到调查后两家工厂关闭。
谷俊山每次回濮阳多住在军分区的别墅，与当地政府官员交流。2010年左右，濮阳军分区修建新宾馆，曾为谷俊山预设豪华套房。谷曾提携其战友，甚至有战友在其父亲过世的时候到其父的灵位前下跪磕头。
2017年10月2日，由中央军委政治工作部和中央电视台联合制作的专题片《强军》第五集首次曝光了谷俊山鲜为人知的另一处“将军府”。该豪宅位于北京市海淀区太平路五棵松附近，这一地段解放军各级领导机构聚集，谷俊山在此地兴建豪宅，足见其嚣张程度。同时曝光的还有谷俊山的庭审画面，画面显示有一名同案犯与他一同受审。

### 涉贪被查
2011年12月25日至28日，中央军事委员会在北京举行军委扩大会议，内容之一就是中共十八大的军队代表的人选问题。与会者达近百人，包括中央军委全体成员，以及各总部、各兵种、各军种、各大军区、和各省军区的主要负责人。到了讨论阶段，总后勤部政委刘源上将则向与会者展示一张军方高级军官在北京为自己建造“将军府”的照片，将谷俊山问题直接当众公布。随后他称“贪污军产、倒卖军火、卖官鬻爵、侵吞公款、私用公款、乱吃回扣等”问题普遍存在于军方，并以陈赓之子陈知建少将被索贿之事为例，公然把矛头指向徐才厚、郭伯雄和梁光烈三人。2012年1月，已经处在落马边缘的谷俊山为求自保，向徐才厚行贿4000万元，后者明知无法保下谷俊山，但还是收下了这笔钱，交由一名亲信保管。
2012年2月，谷涉貪被撤職。已经移交司法。2014年1月份，更多其涉贪细节被公布。
2012年5月，谷俊山被正式停职接受调查。有关部门对谷俊山的调查事项多达十几条，其中三个方面的初步调查结论，出现在相关的通报中。对位于河南省濮阳市孟轲乡东白仓村13排第3号院的谷俊山老家清查时，查出其地下室藏有大量军用专供茅台，有一艘寓意“一帆风顺”的大金船，一个寓意“金玉满盆”的金脸盆，以及一尊纯金毛泽东像。其涉嫌贪污的物品用了四辆卡车才装完。
2013年1月16日，谷献军因涉嫌犯罪被网上追逃，姐夫张涛被警方通缉。张涛4月自首，谷献军于8月间被捕。
2013年4月2日，解放军军事科学院军队建设研究部副主任公方彬大校在博客上披露了谷俊山案，指出时任中央军委主席胡锦涛得知谷俊山的违纪行为后下令严惩。到了中共十八大以后，习近平出任中共中央总书记和中共中央军委主席，习近平上任以后十分重视谷俊山的贪腐案，指示要一查到底。
2014年3月15日，中央依照《中国共产党纪律处分条例》，决定对原中共中央政治局委员、中央军事委员会副主席徐才厚涉嫌违纪问题进行组织调查。徐才厚是谷俊山的后台。2014年3月31日晚，新华社发布中国人民解放军总后勤部原副部长谷俊山案件的最新进展称：当天，中国人民解放军军事检察院以涉嫌贪污罪、受贿罪、挪用公款罪、滥用职权罪向中国人民解放军军事法院提起公诉。这是谷俊山案沉寂两年多后，官方首次发布的涉案信息。2015年8月10日，中国人民解放军军事法院认定谷俊山犯贪污罪、受贿罪、挪用公款罪、行贿罪、滥用职权罪，数罪并罚，决定执行死刑，缓期二年执行，剥夺政治权利终身，并处没收个人全部财产，赃款赃物予以追缴，剥夺中将军衔。

### 与张万年的关系
香港《经济日报》报道，张万年被外界视作已落马的解放军总后勤部原副部长谷俊山的所谓“恩师”。谷俊山此前为将自己包装成“红色后代”，编造其父谷彦生的“红色血统”和“雨花台烈士”的假身份并撰写成书名为《生死记忆：周镐与谷彦生的故事》。张万年为该本“假传”写序背书，亲手帮谷俊山“染红”。张万年在序中声称，“翻阅了南京雨花台烈士纪念馆孙月红同志著的《生死记忆》一书，心中久久不能平静。书中故事跌宕曲折，真实感人，饱含着战友深情、人间真爱，洋溢着伟大的爱国主义和革命英雄主义的壮烈豪情。”